# 287 (číslo)
Dvě stě osmdesát sedm je přirozené číslo, které následuje po čísle dvě stě osmdesát šest a předchází číslu dvě stě osmdesát osm. Římskými číslicemi se zapisuje CCLXXXVII a řeckými číslicemi σπζ.

## Matematika
287 je:
- Poloprvočíslo
- Nešťastné číslo
- Nepříznivé číslo
- Součet tří (89 + 97 + 101), pěti (47 + 53 + 59 + 61 + 67) a devíti (17 + 19 + 23 + 29 + 31 + 37 + 41 + 43 + 47) po sobě jdoucích prvočísel
- Pětiúhelníkové číslo

## Astronomie
- (287) Nephthys je planetka hlavního pásu, kterou v roce 1889 objevil Christian Heinrich Friedrich Peters

## Doprava
- Silnice II/287 je česká silnice II. třídy vedoucí na trase Jablonec nad Nisou – Pěnčín – silnice I/10[1]

## Roky
- 287
- 287 př. n. l.